# الغواصة الألمانية يو-951
غواصة يو-951 غواصة يو بوت ألمانية من غواصة الفئة السابعة سي بنيت لسلاح بحرية ألمانيا النازية كريغسمارينه، في أحواض بلوم+فوس خلال الحرب العالمية الثانية.